# مایومی آسانو
مایومی آسانو (انگلیسی: Mayumi Asano; ۱۳ نوامبر ۱۹۶۹ – ) صداپیشه اهل ژاپن بود. وی از سال ۱۹۹۶ میلادی تاکنون مشغول فعالیت بوده‌است.